# Dave Mosson
David "Dave" Patrick Mosson, född 4 november 1947 i Glasgow, är en svensk-skotsk fotbollstränare bosatt i Karlstad. Mosson föddes i Glasgow, Skottland. Han tränar för närvarande Hertzöga BK i div 3 och är idrottslärare på Letälvsskolan, Degerfors kommun. Han tränade Degerfors IF när de kvalade upp till Superettan 2004 men fick trots avancemanget inte nytt kontrakt, han ersattes av Tony Gustavsson. Efter sin andra sejour i Degerfors IF tog han över QBIK i Damallsvenskan men fick sparken även där, efter en knapp halv säsong. Mosson har även tränat Motala AIF division II/Superettan, Karlstad BK och FBK Karlstad i division III.  
2019 tog han även plats som fotbollstränare på Mörmoskolan 7-9, Hammarö. Där tränade han unga fotbollselever som ville ha extra träning på skoltid.  